# Thismia
Thismia är ett släkte av enhjärtbladiga växter. Thismia ingår i familjen Burmanniaceae.

## Bildgalleri

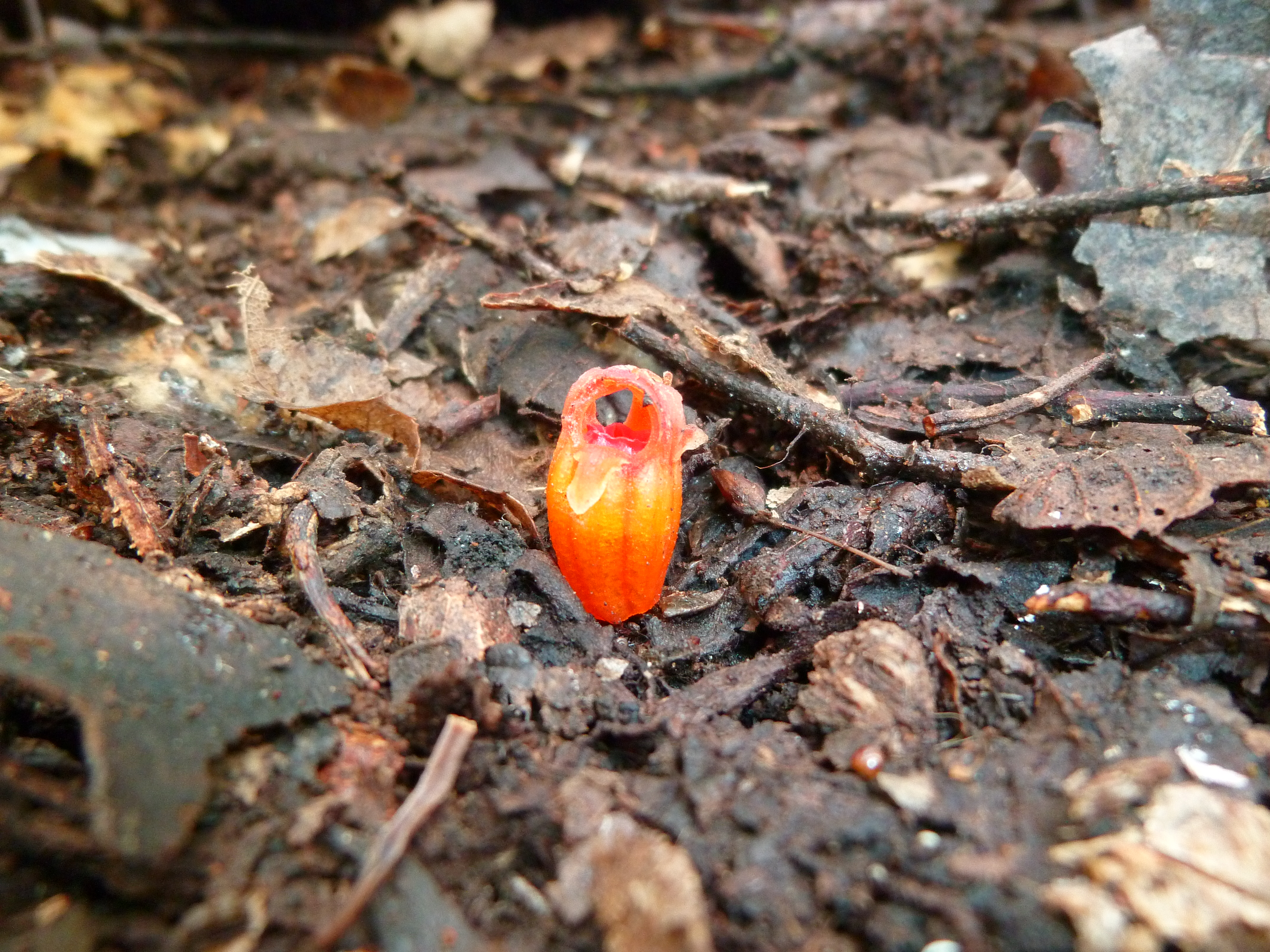
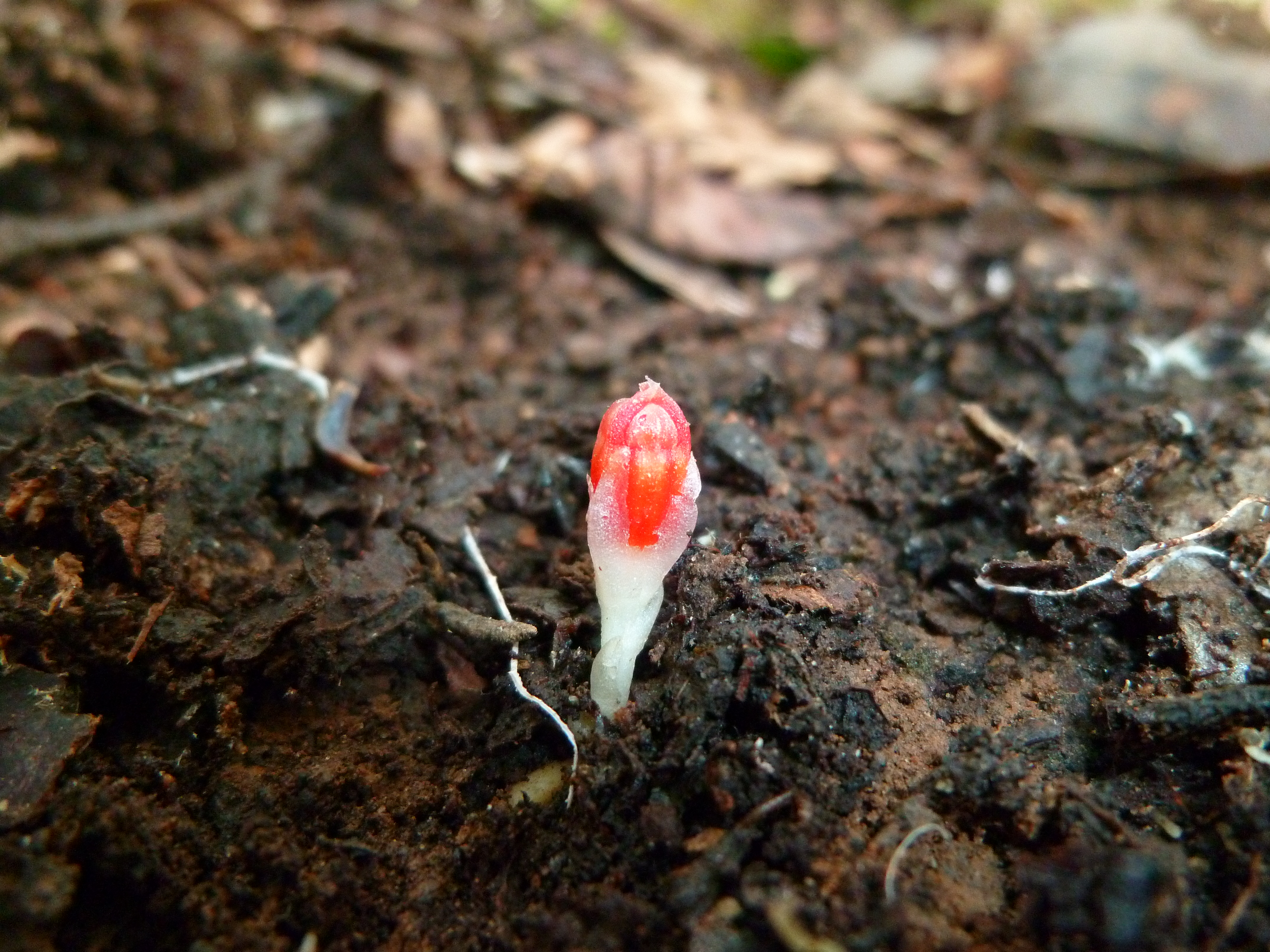

## Dottertaxa tillThismia, i alfabetisk ordning[1]
- Thismia abei
- Thismia alba
- Thismia americana
- Thismia angustimitra
- Thismia annamensis
- Thismia arachnites
- Thismia aseroë
- Thismia bifida
- Thismia brunonis
- Thismia caudata
- Thismia chrysops
- Thismia clandestina
- Thismia clavarioides
- Thismia crocea
- Thismia episcopalis
- Thismia espirito-santensis
- Thismia fumida
- Thismia fungiformis
- Thismia gardneriana
- Thismia glaziovii
- Thismia goodii
- Thismia grandiflora
- Thismia hyalina
- Thismia iguassuensis
- Thismia janeirensis
- Thismia javanica
- Thismia labiata
- Thismia lauriana
- Thismia luetzelburgii
- Thismia macahensis
- Thismia melanomitra
- Thismia mirabilis
- Thismia mullerensis
- Thismia neptunis
- Thismia ophiuris
- Thismia panamensis
- Thismia racemosa
- Thismia rodwayi
- Thismia saulensis
- Thismia singeri
- Thismia taiwanensis
- Thismia tentaculata
- Thismia tuberculata
- Thismia yorkensis